# コバネイナゴ
コバネイナゴ（小翅稲子、学名：Oxya yezoensis）は、バッタ目バッタ科に分類されるイナゴの一種。エゾイナゴ（蝦夷稲子）ともいう。

## 分布
日本（北海道、本州、四国、九州、対馬、種子島、屋久島、トカラ列島、奄美大島、沖縄本島、慶良間諸島、石垣島）、台湾。

## 形態
成虫の体長はオスが28-34ミリメートル、メスが40ミリメートルほど。
体色は明るい緑色で、側面には黒色の線が頭部から尾部まで走っている。背中は肌色、または緑色、まれに紅色。
名の通り翅は短く、腹端を越えない場合が多いが、長翅型のものも見られる。

## 生態
本来はヨシなどの生えた湿った環境を好み、イネ科植物の葉を食べる。そのため水田に多く生息し、イネの葉を食べるので農業害虫として扱われる。また水田のみならず、郊外の草むらなどにも生息する。
成虫は7月ごろから現れ始め、11月から12月頃までみられる。
卵で越冬する。卵は卵嚢にくるまれており、他のバッタの卵嚢より泡が細かく、堅い。これは元々の生息地である沼地の土壌が冬の間乾燥に晒されるなど激しい乾湿の差に適応したものと思われ、他のイナゴ属よりも乾燥に強く、乾き気味の草原で他のバッタ類との混生も見られる。
天敵の存在を感じると、止まっている草などの反対側に回り込んで身を隠そうとする習性がある。比較的逃げ足は早い。跳躍力に優れ、また長翅型は飛ぶこともできる。

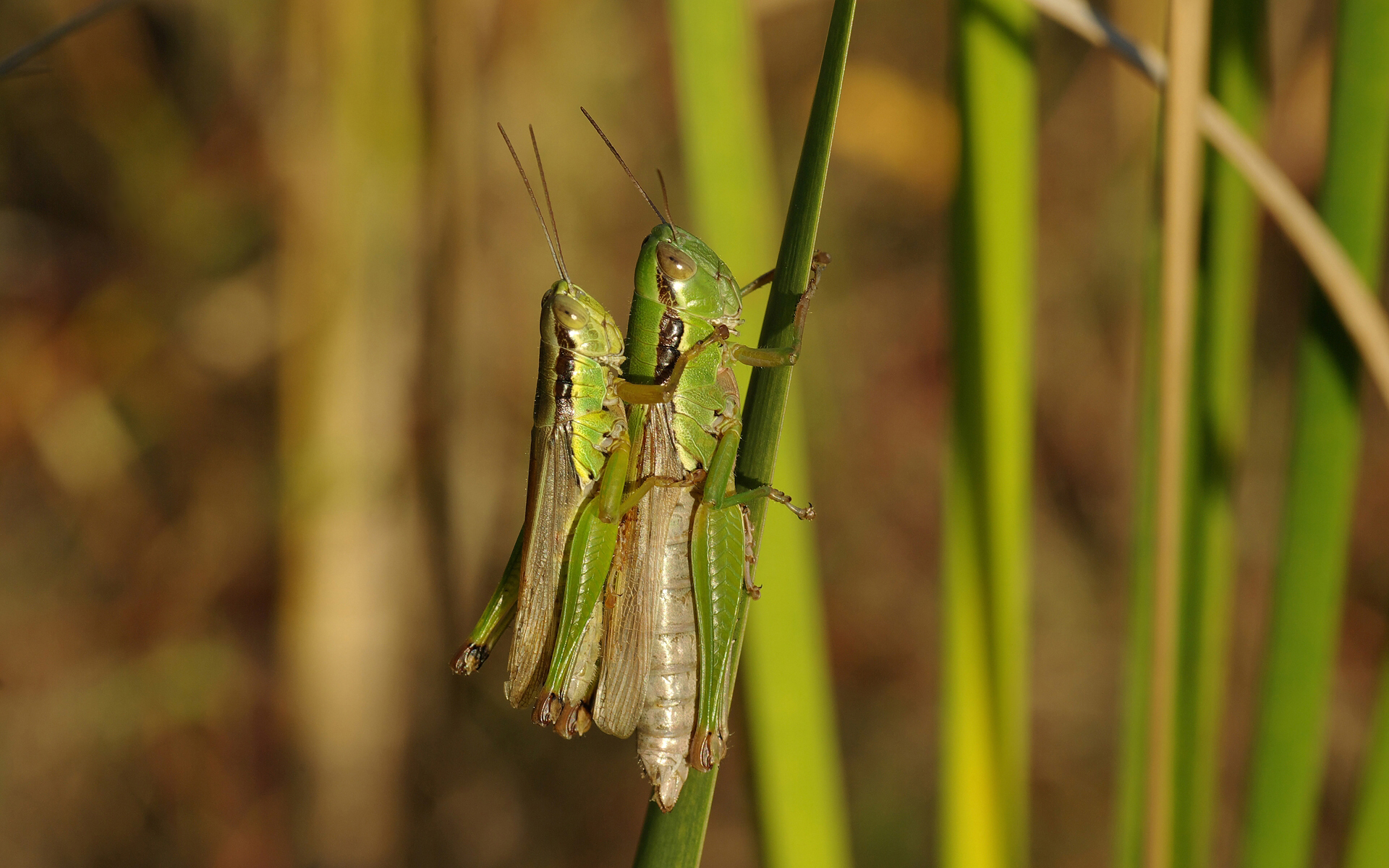

## 利用
地方によっては佃煮などで食用になる。食感の悪い翅の部分が短いため、同じイナゴ亜科の中でも最も美味とされる。

## 近縁種
コイナゴ O. hyla intricata（Stål,1861）
O. hylaの亜種ではなく、学名をO. intricataとして独立種とする向きもある。
ニンポーイナゴ O. ningpoensis（Chang,1934）
ハネナガイナゴ O. japonica japonica（Thunberg,1824）
東北地方（秋田県・岩手県南部）から南西諸島まで分布し、名のとおり常に翅が長く後ろに突き出る。一見ではコバネイナゴと区別がつかないので、正確な同定には交尾器などの詳細な観察が必要である。
同属の他種と比べて群れる傾向が強く、雄雌、成虫幼虫問わず数匹から数十匹が1本の茎に群がっていることもある。
チョウセンイナゴ O. sinuosa（Mistshenko,1951）
タイワンハネナガイナゴ O. chinensis（Thunberg,1815）
タイワンコバネイナゴ O. podisma（Karny,1915）
コバネイナゴ（O. yezoensis）のシノニムとする向きもある。
オガサワライナゴ O. ogasawarensis（Ichikawa,2001）